# ジョン・リスト事件
ジョン・リスト事件（ジョン・リストじけん、英:John List）とは、1971年にアメリカ合衆国で発生した一家殺人事件である。
すぐさま被疑者は特定されたが、事後工作により事件発覚が1ヶ月も遅れたことで逮捕までに18年かかった。

## 事件の概要

### 事件の発覚
1971年12月7日、ニュージャージー州・ウェストフィールドに住む、ドイツ系アメリカ人の会計士ジョン・リスト（1925年9月17日生まれ、当時46歳）の豪壮な館は、1ヶ月もの間、人の気配がないにもかかわらず夜になると電燈がついており、中からはクラシック音楽が昼夜問わず大音量で流されていた。そのため近所から通報が警察に寄せられていた。そのため警察官がこの日踏み込んだところ4人の遺体が部屋に置かれた寝袋の上にあるのを発見した。
4人は当時45歳の妻ヘレンと10代の子供3人（長女パトリシア、長男ジョン・ジュニア、次男フレデリック）であった。2階の寝室には当時85歳のジョンの母エルマの遺体が発見された。いずれも射殺だった。
子供の最期の足取りから、一連の犯行は11月9日に行われたと判明した。最初に妻を殺害し、次いで母親、そして下校してきた子供達を次々に射殺したと断定した。これはジョンが一連の犯行を認めた地元の教会の牧師宛の手紙を残していたためである。その手紙のなかで犯行動機として、多重債務と仕事の失敗が重なって解雇され経済的破綻に陥ってしまったこと、また子供たちが演劇やロックやオカルトにうつつをぬかしており、宗教的成長が見込めないこと（ジョンはルーテル教会の信者だった）などを挙げており、家族5人も殺害した行為を自己正当化するものであった。
ジョンはクーラーを効かせて遺体の腐敗を防止し、更には子供達が登校しないのを不審に思われないように学校にはノースカロライナ州にいると連絡し、郵便物も現地の郵便局留めにする手続きをとるなど偽装工作をしていた。
ジョンの乗用車はニューヨークのジョン・F・ケネディ国際空港で発見され、母親の銀行口座から現金を引き出しており、遠くに逃亡したのは確実であった。全米に指名手配された他、ジョンはドイツ語が堪能であったため、国外にも手配されたが長年にわたり身柄を拘束することができなかった。なお惨劇の舞台となった彼の家は1972年8月30日に不審火で焼失した。
豪壮な邸宅に住み「リスト家は資産家」と近隣住民には思われていたが、人の目を見て話せないほど大人しくて内気でありながらプライドが高く見栄っ張りなジョンがそう見せかけていただけで、実際は金欠で財政が逼迫していた。

### 逮捕のきっかけ
1989年に地元警察はテレビ番組『アメリカの指名手配犯人（"America's Most Wanted"）』の製作元にかけあい、ジョンの事件を取り上げてもらうことにした。この番組は逃亡犯の事件再現と追跡調査を放映するものであったが、この時点で18年も経過した事件を扱うのは異例であった。しかも、手がかりとおぼしきモノは当時の写真2枚のみ。そのため、彫刻家にして復顔の権威フランク・ベンダーに18年後のジョン・リストの顔の再現を依頼した。
番組は1989年5月21日に放送され、事件再現映像と共に「64歳現在のジョンの胸像」を公開した。この胸像はプロファイリングで得られた予測情報から作製したものであった。ジョンは宗教的理由から外見を一変させるような整形手術を受けておらず、その性格から単調な食生活を繰り返した結果として顎が垂れ下がり、また父親の晩年の写真を参考に生え際も後退していることや外出して運動をする習慣が無かったという情報から肌色は青白く、度が進んだ眼鏡をかけるなどの情報を盛り込んだものであった。この胸像は現実のジョンの姿に近いものであり、逮捕された映像とその胸像は見事なまでに一致して誤差は無いに等しかった。皮肉というべきか、後に判明したがジョンは毎週欠かさずこの番組を見ていた。
番組放送後、バージニア州・リッチモンドに住む「ロバート・クラーク」に似ているとの情報が寄せられ、警察が捜査したところ本人であるのが確認され、6月1日に逮捕された。
ジョンは事件後コロラド州デンバーに逃亡し、そこで名前を偽って社会保障番号を取得、会計士となりデロリスという女性と結婚までしていた。その後、またも債務に苦しんだことによりリッチモンドに引越しをしていたのだった。

### 裁判と判決
1990年4月12日に、ニュージャージー州の法廷は家族5人に対する第一級殺人罪で5回の終身刑を言い渡した。裁判でジョンは殺害した家族に対する謝罪も後悔も表明しなかった。
その後、ジョンは収監されていたトレントン刑務所で2008年3月21日に肺炎で82歳で死亡した。これにより、ジョンは彼の一家を含めて、全員死亡となり、殺害した家族に対する謝罪や後悔のない表明も消された。

## 備考
- アメリカではハイジャックで身代金を奪取したD.B.クーパー事件（1971年11月24日）の被疑者の一人としてジョンが名指しされたことがある。これはジョンの容貌が似ているためであるが、単なる噂といわれている。
- 1987年のサイコスリラー映画『W/ダブル』は、本件をモチーフにしている[3][4]。